# Lasa Talahadze
Lasa Talahadze (grúzul: ლაშა ტალახაძე; Szacshere, 1993. október 2. –) olimpiai, világ- és Európa-bajnok grúz súlyemelő. Olimpiai bajnoki címet nyert 2016-ban Rio de Janeiróban és a 2021-ben Tokióban rendezett olimpián. 2021-től tartja súlycsoportoktól függetlenül az abszolút világrekordot szakításban, lökésben és összetettben is.

## Pályafutása
Talahadze tizenévesen kezdett súlyemeléssel foglalkozni. Nemzetközi versenyen először 2010-ben indult, a valenciai ifjúsági olimpiai selejtezőjében 345 kg-os összesített eredménnyel győzött szupernehézsúlyban. 2011-ben junior Európa-bajnok lett, 2013-ban junior világbajnokságot nyert májusban. 2013 szeptemberében a junior világbajnokságról pozitív doppingtesztje miatt kizárták és kétéves eltiltást kapott sztanozolol használata miatt.
2015 novemberében tért vissza és a Houstonban rendezett világbajnokságon megszerezte első világbajnoki címét 454 kg-os eredménnyel. 2016-ban olimpiai bajnok lett, a rioi olimpián 215 kg-ra javította a szakítás világcsúcsát, az összetettet pedig 473 kg-ra. A következő években súlycsoportjának egyeduralkodójává vált, sorra nyerte az Európa-bajnokságokat és világbajnokságokat. Saját világrekordját is többször megdöntötte, a 2017-es világbajnokságon 477 kg-ra, a 2019-es világbajnokságon pedig 484 kg-ra. 2021-ben meg tudta védeni olimpiai bajnoki címét is Tokióban 488 kg-os új világcsúccsal.
A tokiói olimpia megnyitóján országának zászlóvivője volt.
2021 decemberében a taskenti világbajnokságon szakításban elért 225 kg-os és a lökésben teljesített 267 kg-os eredménye külön is világcsúcs a fogásnemben, összesített eredménye pedig 492 kg lett.